# Alex Napier
Alex Napier (Londra, 18 ottobre 1947 – 6 febbraio 2023) è stato un batterista, polistrumentista e compositore britannico, celebre per essere stato uno dei fondatori della rock band Uriah Heep.

## Biografia
Dopo aver militato in varie band locali, all'inizio del 1969 si unì alla band Spice che tramite un annuncio su un giornale musicale cercava un batterista.
Nella primavera del 1969, mentre gli Spice si esibivano al The Blues Lof di High Wycombe, furono notati dal manager Gerry Bron che gli offrì un contratto.
A luglio, settembre e dicembre dello stesso anno, la band registrò ai Lansdowne Studios di Londra. Queste prime composizioni con Alex Napier possono essere ascoltate nel CD del 1993 The Lansdowne Tapes.
A quel tempo, Ken Hensley non era ancora  nel gruppo, il tastierista della formazione era Colin Wood. Due composizioni con la partecipazione di Wood, Come Away Melinda, Wake Up (Set Your Sights), coscritte dallo stesso Napier,  sono state successivamente incluse nell'album di debutto degli Uriah Heep  ...Very 'Eavy ...Very 'Umble.
Con l'arrivo di Ken Hensley, Alex Napier registrò altre quattro tracce: Gypsy, Walking In Your Shadow, Real Turned On e I'll Keep On Trying, che sono state incluse nell'album di debutto, dopodiché Napier venne licenziato. Secondo il primo bassista del gruppo Paul Newton, l'espulsione di Napier fu dovuta alle sue scarse qualità tecniche.
La carriera musicale di Napier proseguì, principalmente come attività dal vivo. Dopo un breve periodo di silenzio, tornò al mondo della musica con due album solisti, Will and the Kill, registrato con la sua band solista, e l'album di Natale Austin Rhythm and Blues Christmas; in entrambi suonò sia la batteria che il basso. 
Dato lo scarso successo dei due dischi, Napier decise di ritirarsi a vita privata. Successivamente lavorò in un hotel di Londra.

## Discografia

### Solista
- 1988 - Will and the Kill
- 1989 - Austin Rhythm and Blues Christmas

### Con gli Uriah Heep
- 1994 - The Lansdowne Tapes
- 2001 - 20th Century Masters — The Millennium Collection: The Best of Uriah Heep
- 2002 - The Boxed Miniatures Uriah Heep Drums
- 2005 - Chapter & Verse: The Uriah Heep Story (35th Anniversary Collection)
- 2010 - On The Rebound: A Very 'Eavy 40th Anniversary Collection Uriah Heep Drums

## Filmografia
- 2005 — Inside Uriah Heep: The Hensley Years 1970—1976 Uriah Heep Group Member (Documentario)